# Орден «Доблесть»
Орден «Доблесть» или Орден «Рашадат» (азерб. "Rəşadət" ordeni) — орден Азербайджанской Республики.

## История
6 ноября 2017 года Азербайджанское пресс-агентство (APA) объявило о скором учреждении новой награды для членов Вооружённых сил Азербайджана. 17 ноября того же года на пленарном заседании депутатами Национального собрания был обсуждён и принят соответствующий законопроект. Подписав указ № 3442, 4 декабря президент Ильхам Алиев утвердил закон № 884-VQD от 17 ноября 2017 года «О внесении изменений в закон Республики Азербайджан об учреждении орденов и медалей Республики Азербайджан в связи с учреждением Ордена „Доблесть“ Республики Азербайджан». Этот закон официально вступил в силу.

## Награждение орденом
Орден Азербайджанской Республики «Доблесть» трех степеней вручается военнослужащим Вооруженных сил Азербайджана за следующие заслуги:
- особые заслуги в обеспечении независимости, территориальной целостности и безопасности Азербайджана;
- высокопрофессиональное руководство военными частями и соединениями во время боевых операций, завершившихся освобождением значимых или стратегических территорий, жилых районов, районов или городов от вражеской оккупации;
- проявление отваги и мужества во время защиты Родины, отражения вражеских атак, освобождения оккупированных территорий и уничтожения вражеских сил и боевой техники;
- проявление мужественных и решительных действий при выполнении военных обязанностей и выполнении военной службы в условиях реальной угрозы жизни и здоровью;
- оказание особых услуг по спасению людей в чрезвычайных или экстремальных условиях;
- также за особые заслуги в обеспечении охраны государственной границы.[3]

Орден «Доблесть» имеет 3 степени. Высшей степенью ордена «Доблесть» является первая степень. Все три степени ордена «Доблесть» вручаются последовательно.

## Ношение ордена
Орден «За службу Отечеству» носится на левой стороне груди и при наличии других орденов и медалей Азербайджанской Республики располагается перед ними, но после ордена «Гейдара Алиева», ордена «Независимость», ордена «Шах Исмаил», ордена «Азербайджанское знамя».